# Bernhard F. Rohe
Bernhard F. Rohe (* 16. September 1939 in Hannover; † 16. August 1995 in Aachen) war ein deutscher Medienmanager.  Von 1987 bis 1989 war er Intendant des RIAS Berlin.

## Leben
Rohe studierte nach dem Abitur 1960 Rechts- und Kunstwissenschaften an der Ludwig-Maximilians-Universität München, der Westfälischen Wilhelms-Universität in Münster und der Universität zu Köln.
Danach arbeitete er als Kunstkritiker im kulturpolitischen Bereich des Westdeutschen Rundfunks Köln. 1977 wurde er Referent und später Chef vom Dienst beim WDR Fernsehen. 1980 ernannte man ihn zum stellvertretenden Leiter. 1981 ging er als Hörfunkleiter zum Norddeutschen Rundfunk. Von 1987 bis 1989 war er Intendant des RIAS. Im Anschluss wechselte er in die freie Wirtschaft, wo er Direktor mit Generalvollmacht des Bereichs Öffentlichkeitsarbeit bei der Deutschen Bank in Frankfurt am Main wurde.
Er war Mitglied im Internationalen Kunstkritikerverband (AICA). Darüber hinaus war er Lehrbeauftragter für Journalismus an der Akademie für Publizistik Hamburg und der Hochschule für Musik, Theater und Medien Hannover.
Rohe war verheiratet. Er starb 1995 im Alter von 55 Jahren und wurde auf dem Kölner Melaten-Friedhof beigesetzt.